# Can Bosquets (la Garriga)
Can Bosquets, o Busquets, és un edifici del municipi de la Garriga (Vallès Oriental) inclòs en l'Inventari del Patrimoni Arquitectònic de Catalunya.

## Descripció
És un edifici aïllat de planta baixa i pis. Davant hi ha un pati tancat amb portal d'entrada o pòrtic. A la façana sud hi ha una galeria amb arcs de mig punt, a la part del nord hi ha una interessant finestra i llinda d'una sola peça. La porta d'entrada és d'arc de mig punt adovellat. Al costat del pati tancat i enfront de l'era hi ha el graner, compost de planta baixa i pis.
La masia està situada a prop de la divisòria amb el terme de l'Ametlla, dominant la plana de Llerona, al bell mig de dos torrenteres i al costat d'un bosc de pins.